# Herschfeld

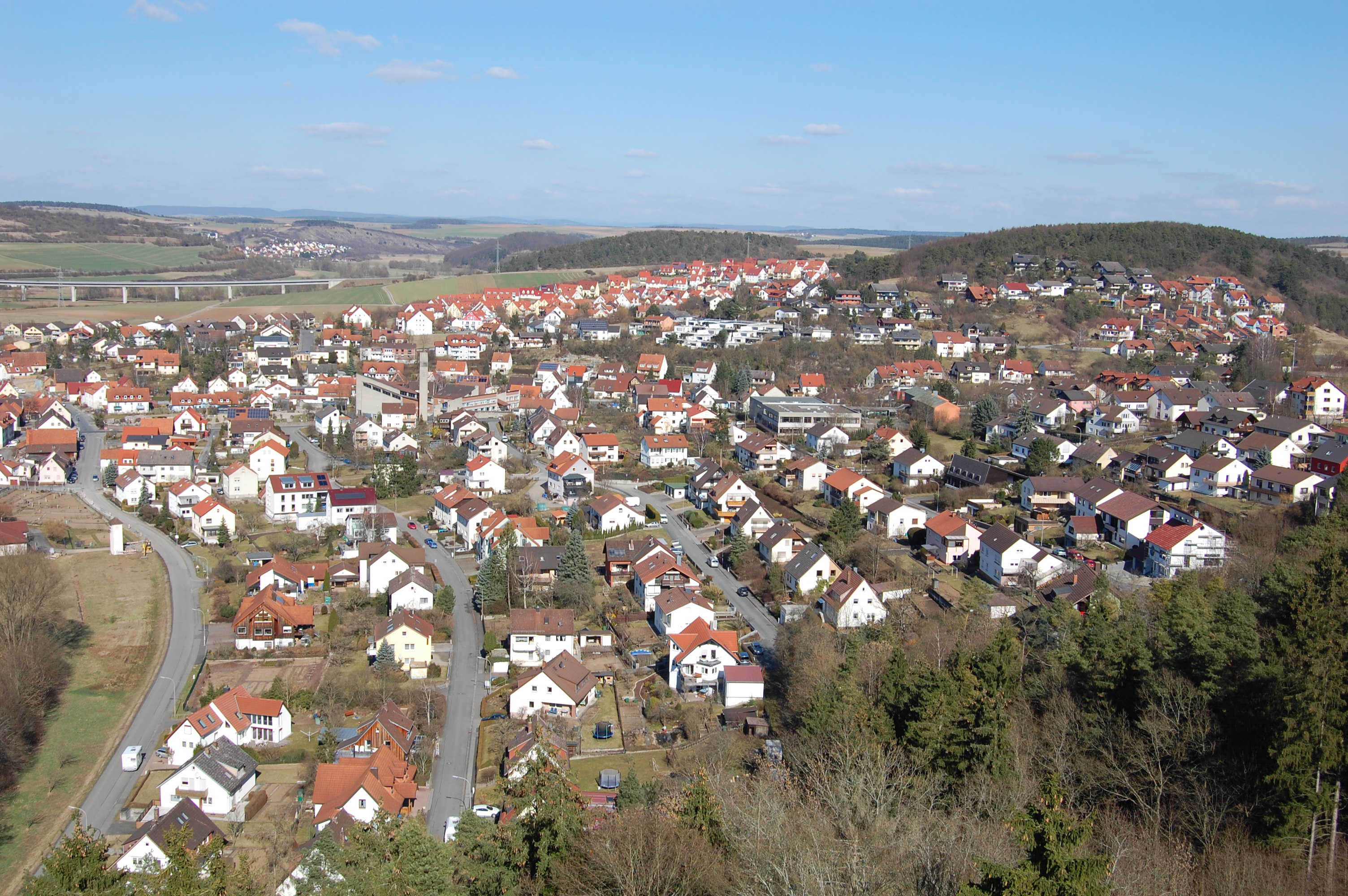
Herschfeld (2011)

Das Pfarrdorf Herschfeld ist ein Gemeindeteil der Kreisstadt Bad Neustadt an der Saale im unterfränkischen Landkreis Rhön-Grabfeld in Bayern. Der Ort wurde am 1. Juli 1972 eingemeindet.
Der Name leitet sich ab von „Hiruzfeld“ (Hiruz: Hirse, möglicherweise auch von Hiruz: Hirsch).

## Bildung und Religion
Die Kinder des Pfarrdorfs Herschfeld besuchen den katholischen Kindergarten Herschfeld. In Herschfeld steht die Verbandsschule Herschfeld als Grundschule. Herschfeld besitzt eine alte und eine neue Kirche, die beide dem Heiligen Nikolaus geweiht sind.

## Wirtschaft
Der ältes Wirtschaftsstandort in Herschfeld ist die Herschfelder Mühle. Dazu gesellt sich weiterhin einer der wichtigsten Betriebe in Bad Neustadt, das Rhön-Klinikum. Auch die Firma Jopp hat Betriebsteile am Ort. Weiterhin gehören Gastronomie, Handwerker und Kleinunternehmen dazu.

## Vereinswesen
In Herschfeld gibt es eine Freiwillige Feuerwehr und zahlreiche andere Vereine, darunter den Sportverein SV Herschfeld, den Musikverein Herschfeld und das Kolpingwerk.

## Sagen
Laut einer Sage geht in stürmischen Nächten zwischen Herschfeld und Heustreu ein weibliches Gespenst um. Es ist die Seele einer Frau, die im Dreißigjährigen Krieg aus Liebe einem schwedischen Soldaten folgte und dabei ihre beiden Kinder zurückließ, die alleingelassen verhungerten.

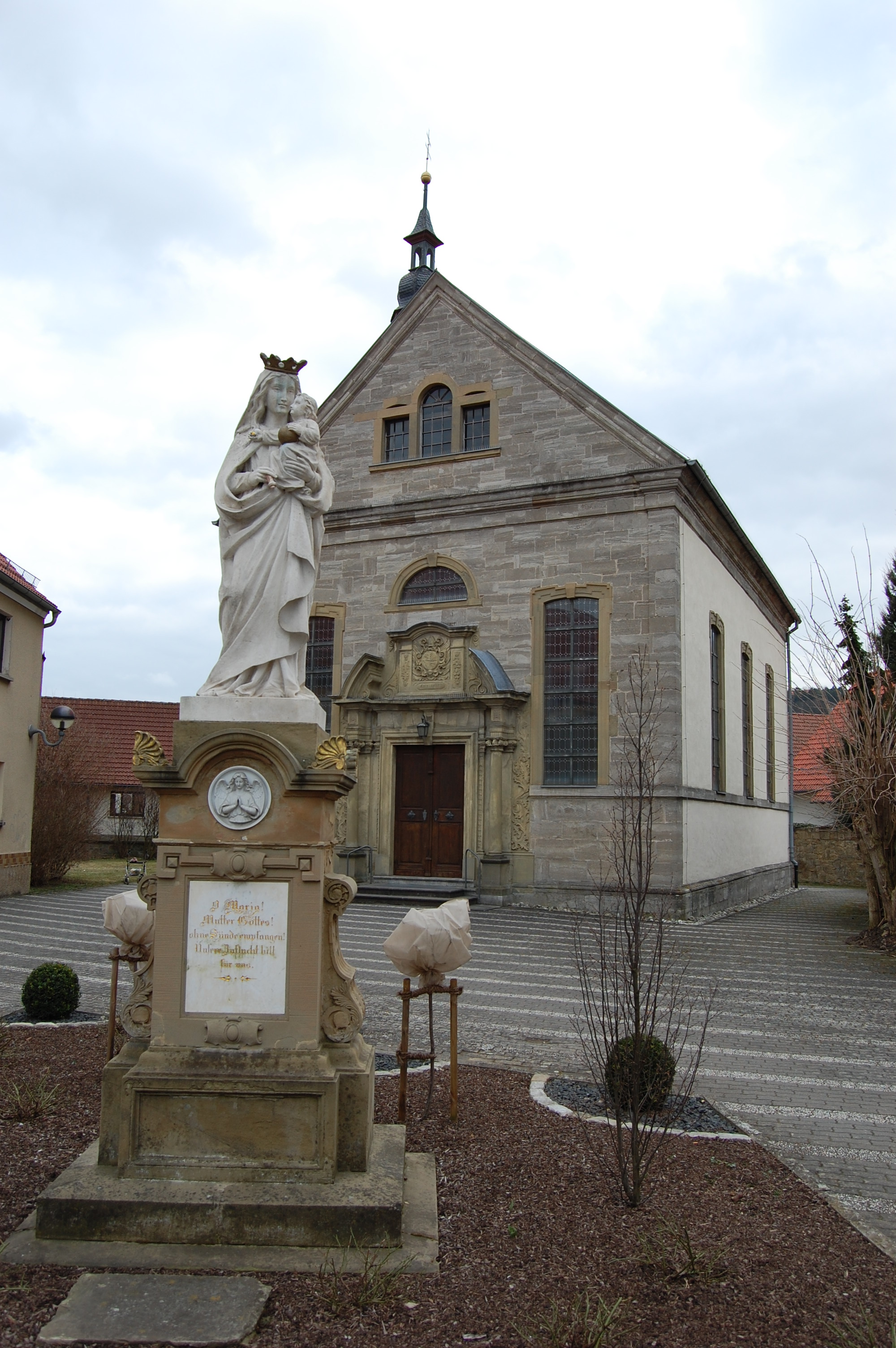
St. Nikolaus (alte Kirche)
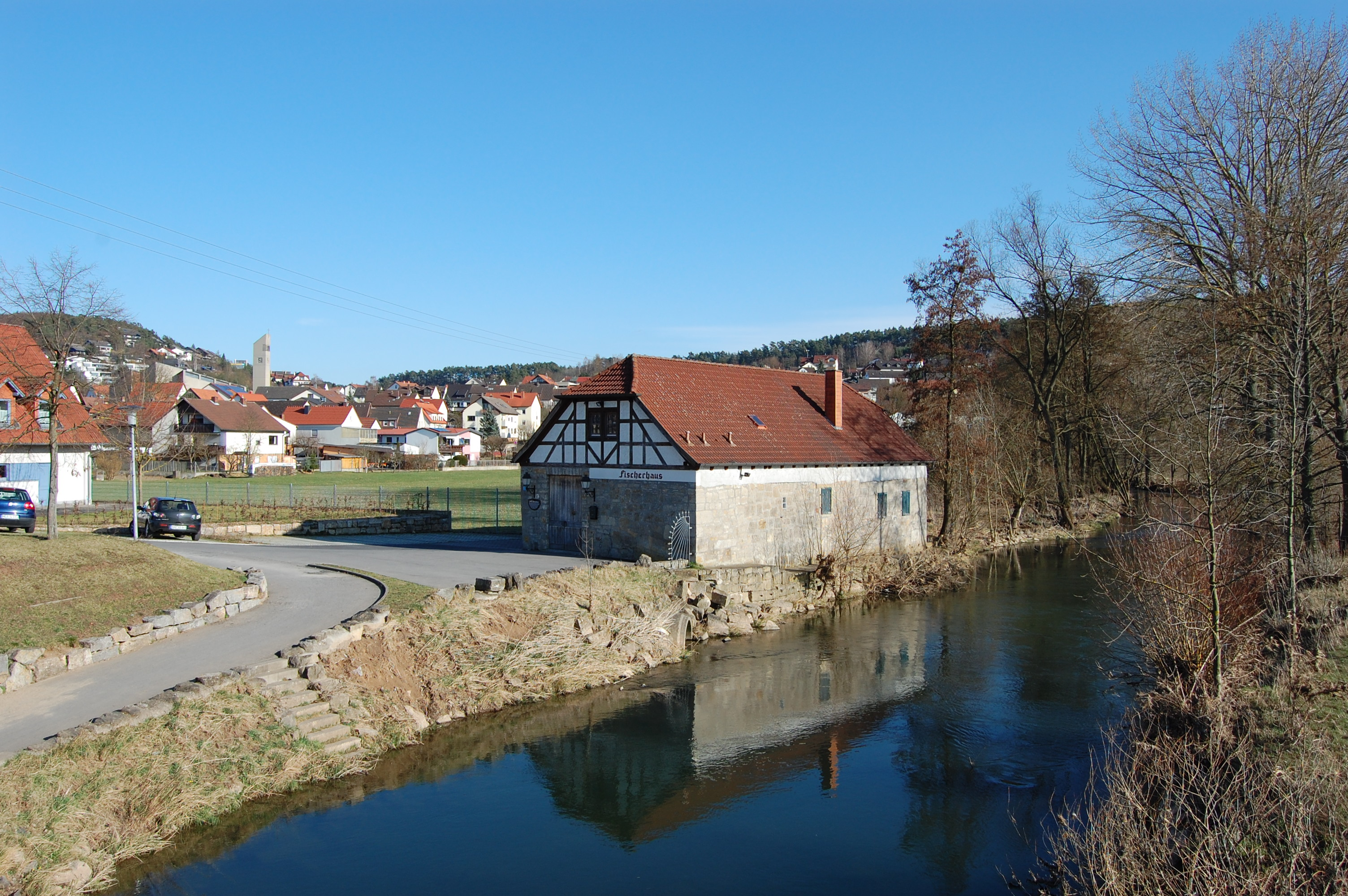
Altes Brauhaus (2011)